# 海抜0米
『海抜0米』（かいばつ0メートル）は、1964年に松竹大船が配給した、川頭義郎監督による日本映画で、海抜0米は下町を表した古い表現である。学校に赴任した女教師の奮闘を描いた作品である。

## 出演者
- 倍賞千恵子 : 峠百合子
- 園井啓介 : 五鬼上啓太
- 川津祐介 : 秀吉一
- 岸久美子 : 柏木瀬津子
- 安西愛子 : 若菜陽子
- 坂口芳貞 : 闘牛士
- 柳家金語楼 : 黒田組かしら
- トニー谷 : コンテスト司会者
- 江戸家猫八 : 堀口先生
- 中村晃子 : 乙竹はるみ
- 田村正和 : 山下昆
- 加藤嘉 : 優子の祖父

## スタッフ
- 監督  : 川頭義郎
- 脚色 : 柳井隆雄, 元持栄美
- 原作 : 曽野綾子
- 製作 : 脇田茂
- 撮影 : 荒野諒一
- 美術 : 梅田千代夫
- 音楽 : 神津義郎
- 編集 : 杉原よ志

## 併映作品
- 『孤独』: 市村泰一監督